# Улица Архитектора Городецкого
У́лица Архите́ктора Городе́цкого (укр. ву́лиця Архіте́ктора Городе́цького) — улица в Печерском районе города Киева, местность Липки. Пролегает от улицы Крещатик до площади Ивана Франко.
Примыкают улицы Заньковецкой и Ольгинская.

## История
Улица возникла в 1895 году в связи с распланировкой и застройкой бывшего сада и усадьбы Фридриха Меринга, профессора частной терапии Киевского Императорского университета святого Владимира, как одна из новопроложенных улиц, под названием Николаевская, которое получила в честь императора Николая II.
В 1919 году улица получила название улица Карла Маркса, которое имела до 1996 года (кроме 1941—1943 годов, когда улица снова была Николаевской).
В 1996 году улица была переименована в честь архитектора В. Городецкого.

## Застройка
Застройка улицы осуществлялась архитекторами Г. Шлейфером, Э. Брадтманом и В. Городецким. Сразу же улица была выложена высококачественной брусчаткой.
Уже до 1897 года часть улицы была застроена — как жилыми домами, так и зданиями иного назначения — гостиницы «Континенталь», здания общества «Работник», мебельной фабрики Кимаера.
В 1903 году на изгибе улицы появилось здание цирка Крутикова — единственное на то время в Европе двухэтажное здание цирка. Так на начало XX столетия сложился ансамбль роскошных жилых и общественных зданий, не имевший аналогов в городе. Недаром этот уголок города в наше время иногда называют «Киевский Париж».
В военные годы город понёс ряд непоправимых потерь — была почти полностью уничтожена застройка Крещатика, пострадали и прилегающие улицы, в частности, и эта. Так, было уничтожено здание цирка Крутикова (№ 7), дома № 1, 2 и здание № 3, в котором в своё время проживал В. Городецкий, пострадали и почти все другие дома (эти дома сгорели, однако после войны они были восстановлены). Частично удалось восстановить здание гостиницы «Континенталь».
На месте разрушенного во время войны цирка Крутикова в 1964 году было построено здание кинотеатра «Украина».
В 1970 году в здании бывшей мебельной фабрики И. Кимаера был обустроен вход на станцию метро «Крещатик».

## Памятники архитектуры
- № 3 — бывшее место расположения Тургеневской библиотеки до её перемещения в Париж;
- № 4 — доходный дом (1897), принадлежал генералу Баскакову[1];
- № 5 — гостиница «Континенталь» (1897; 1940-е), сейчас Национальная музыкальная академия Украины имени П. И. Чайковского № 1/3-11;
- № 6 — доходный дом (1897), принадлежал генералу Баскакову[1];
- № 7 — конный цирк П. С. Крутикова «Гиппо-Палас» («Hippo-palace») (не сохранился)
- № 9 — дом Гинзбурга (1904);
- № 11 — здание общества «Работник» (1896); в этом доме в 1955—63 жил украинский актёр Марьян Крушельницкий[1], в 1967 г. ему открыта меморильная доска[2].
- № 13 — мебельная фабрика И. Кимаера; ныне общественное здание (1897);
- № 15 — жилой дом (1901).
- № 17 — жилой дом (1900). В этом доме в 1950—1986 жила украинская актриса театра и кино, Народная артистка СССР Наталья Ужвий, ей установлена меморильная доска.
- дома № 10, 12, 17/1 сооружены на границе XIX—XX веков.

## Изображения

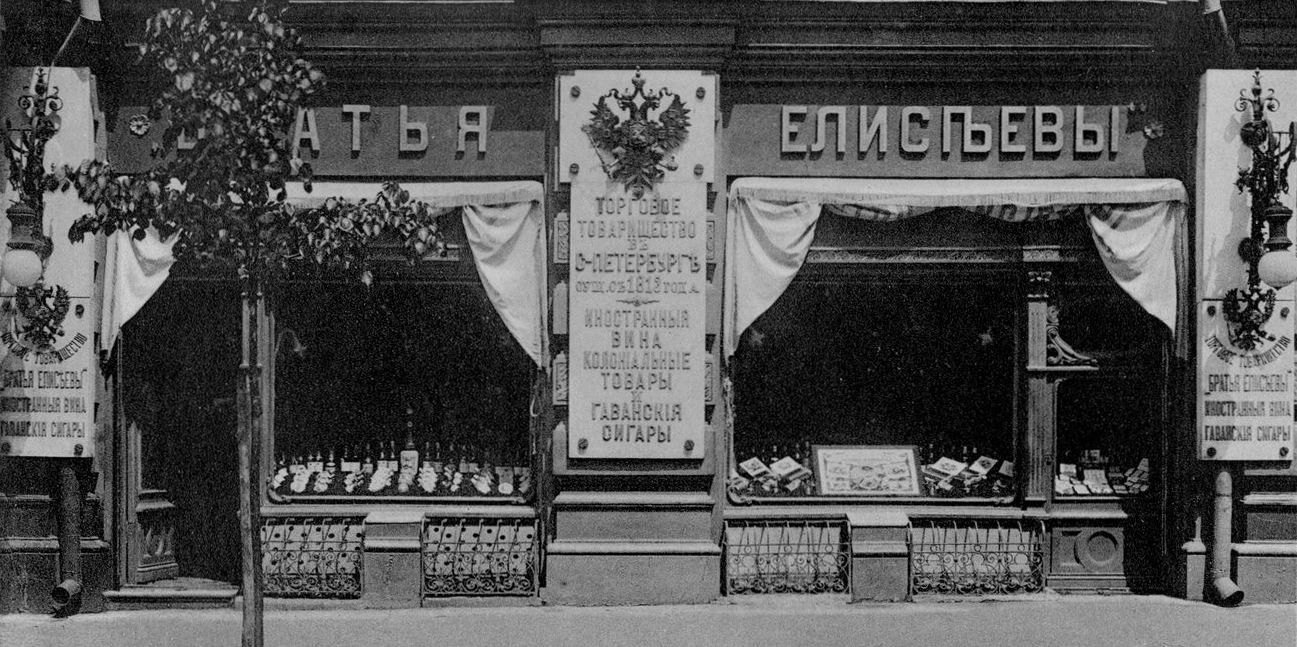
Елисеевский магазин — Николаевская, 1
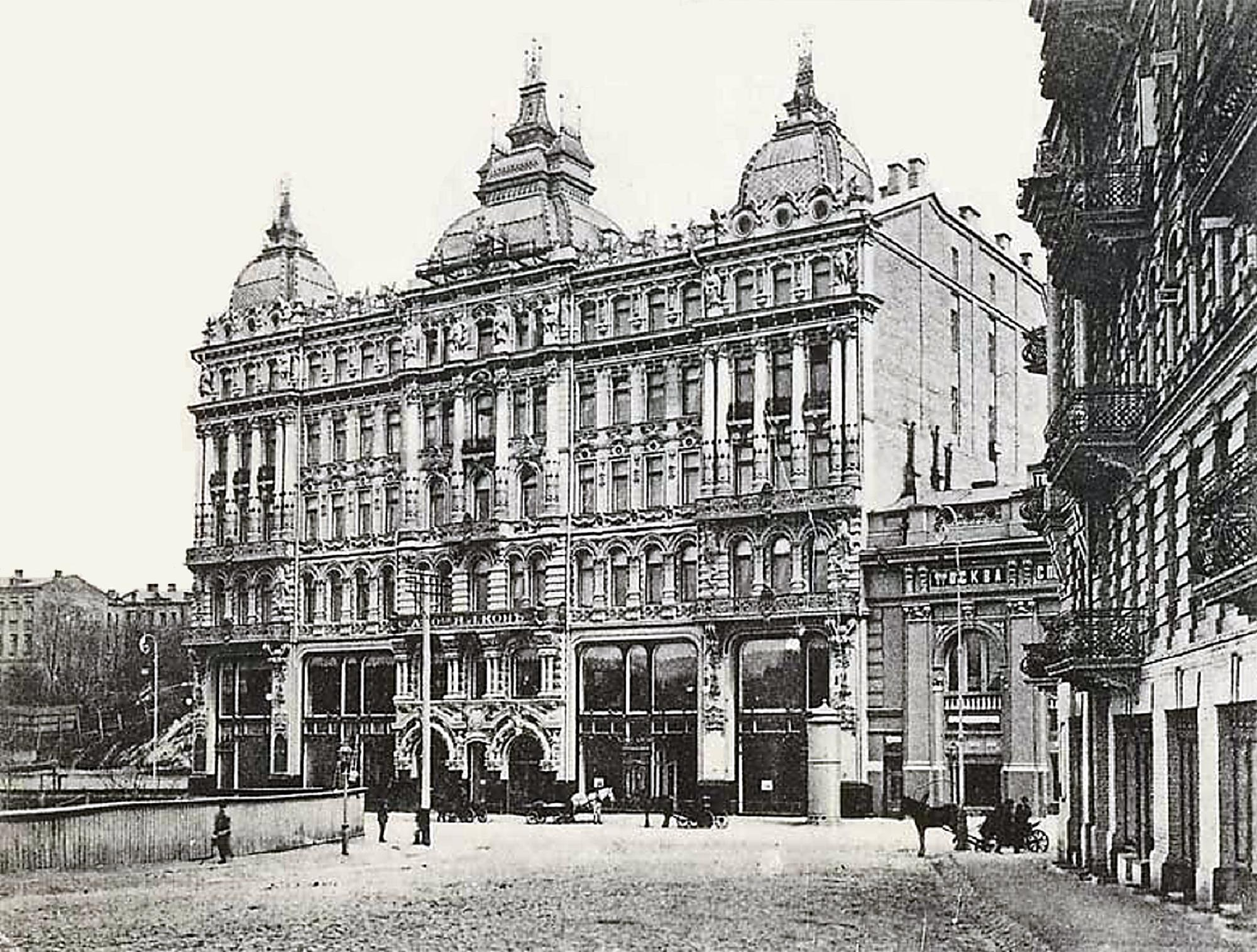
Дом Гинзбурга, ныне ул. Архитектора Городецкого, 9 (1900-е годы)
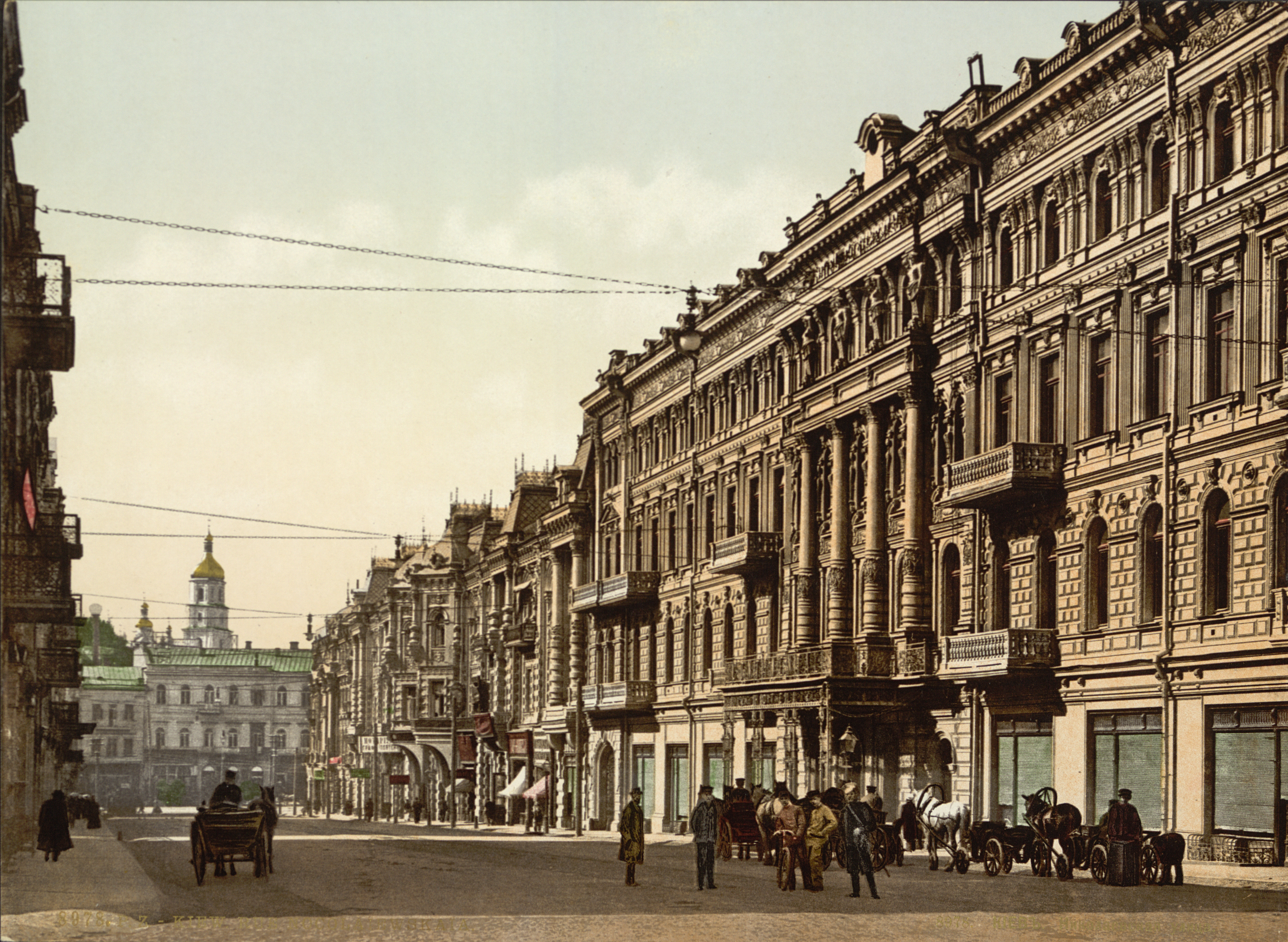
Николаевская улица, начало XX века
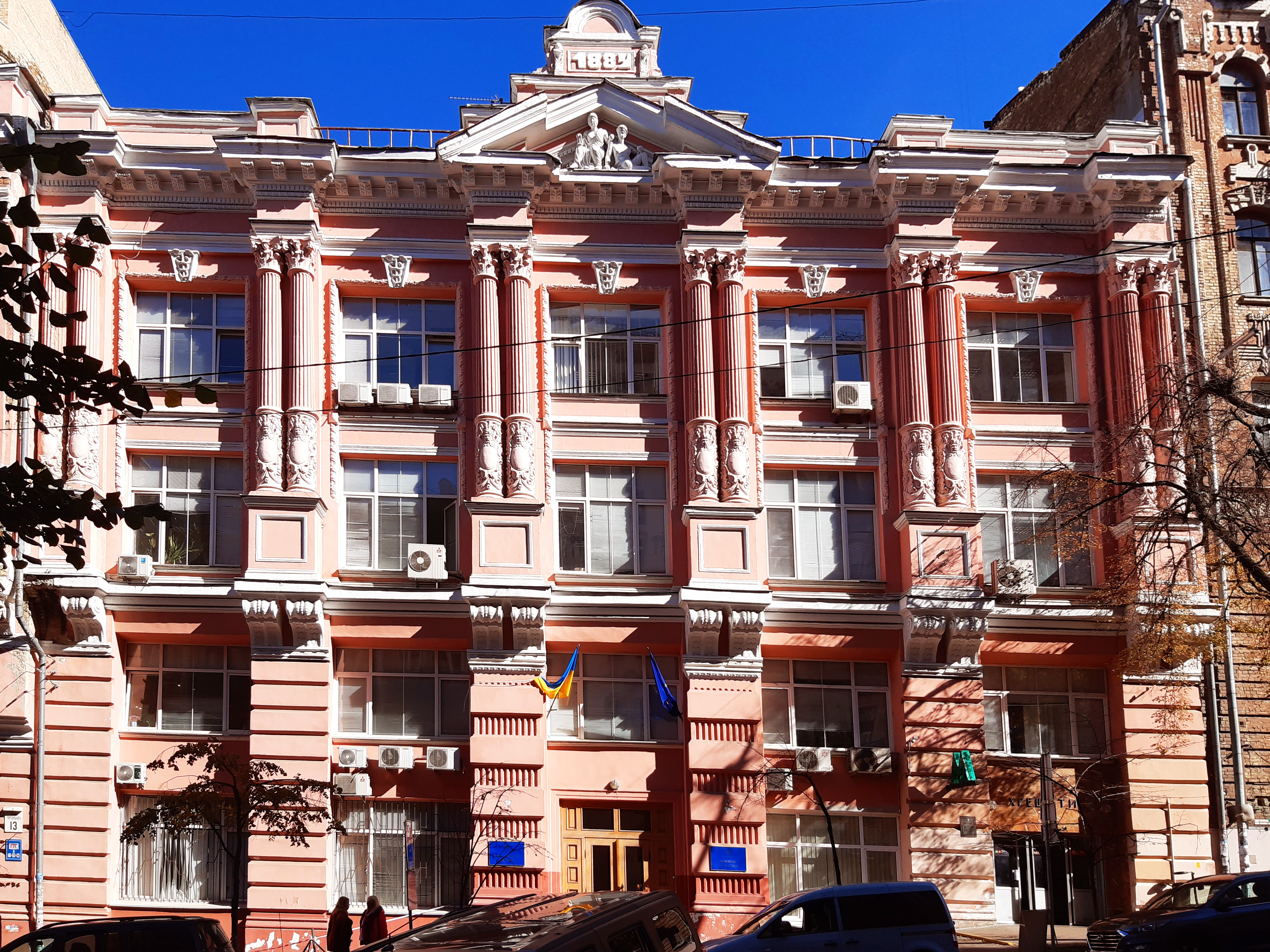
Мебельная фабрика И. Кимаера; ныне общественное здание (1897);
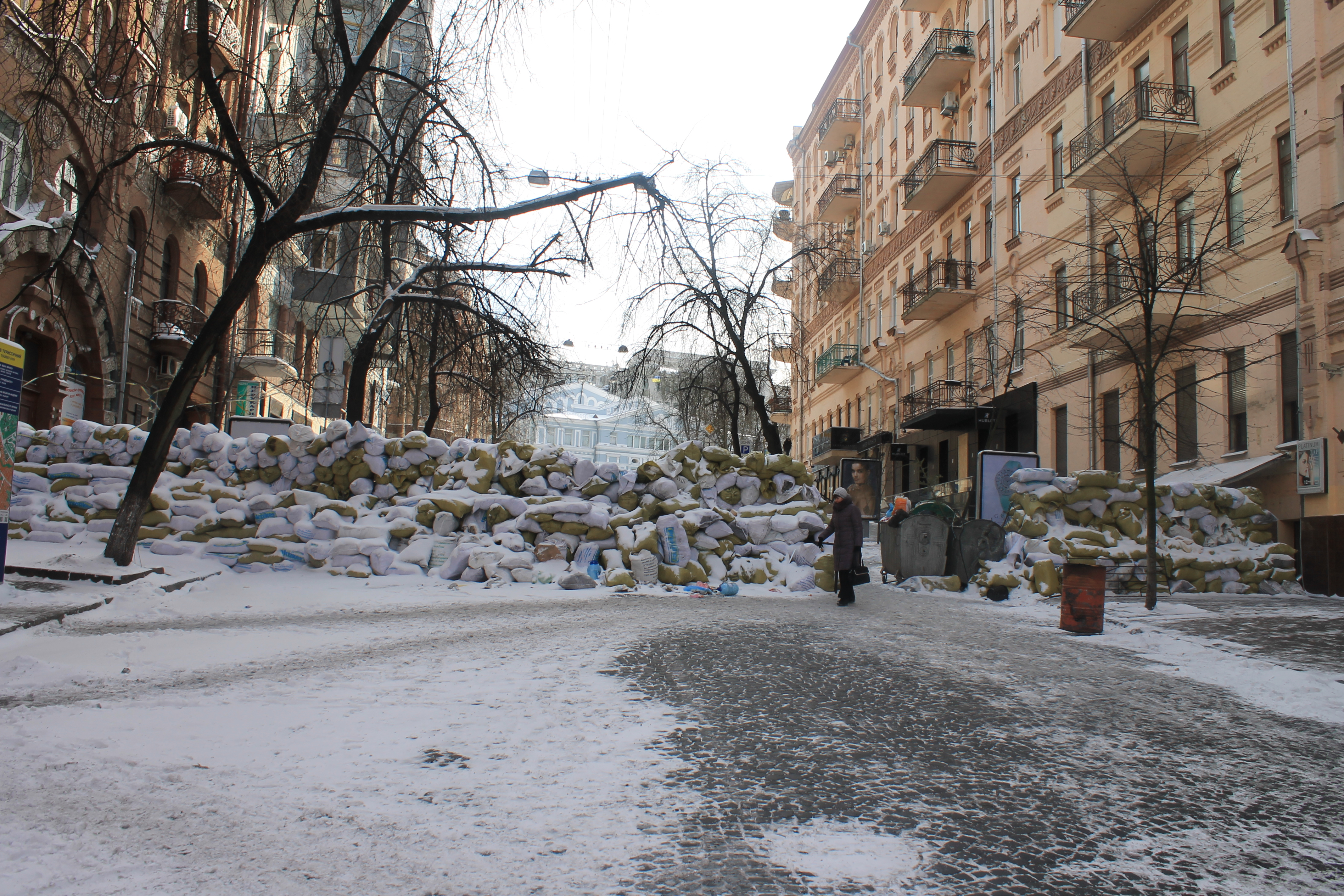
Баррикады на улице во время Евромайдана